# Sumbing (Sumatra)
Sumbing je v současnosti nečinná sopka na indonéském ostrově Sumatra. Vrchol 2 507 m vysokého stratovulkánu tvoří soustava vícero kráterů, přičemž v jednom z nich leží kráterové jezero s průměrem 180 m. V letech 1909 a 1921 proběhly dvě středně silné erupce. Zároveň se na jihozápadním svahu objevily termální prameny.